# Отрядное
Отрядное — посёлок в составе Головчинского сельсовета Белыничского района Могилёвской области Республики Беларусь.

## Географическое положение
Ближайшие населённые пункты: Ленинский, Кастричник, Красный Пахарь.